# Долішній Богров
Долішній Богро́в (болг. Долни Богров) — село в Міській області Софія Болгарії. Входить до складу общини Столична.

## Населення
За даними перепису населення 2011 року у селі проживала 1281 особа.
Розподіл населення за віком у 2011 році:
Динаміка населення: